# Viola glaberrima
Viola glaberrima là một loài thực vật có hoa trong họ Hoa tím. Loài này được (Ging.) House miêu tả khoa học đầu tiên năm 1906.